# 源義経 (1990年のテレビドラマ)
『源義経』（みなもと の よしつね）は、1990年1月1日にTBS系列で放映されたTBS大型時代劇スペシャル。

## キャスト
※エンディングクレジット表記順。
- 東山紀之 - 源義経
- 沢口靖子 - 静御前
- 島田陽子 - 金売り千寿
- 林隆三 - 源頼朝
- かたせ梨乃 - もみじ
- 加納みゆき - 巴御前
- 有森也実 - 扇御前
- 光GENJI 大沢樹生 - 平敦盛
- 光GENJI 諸星和己 - 那須与一
- 光GENJI 内海光司 - 熊谷直家
- 光石研 - 鎌田正近
- 真矢武  - 梶原景季
- 石原良純 - 平知盛
- 内田勝正 - 樋口兼光
- 若山富三郎 - 平清盛
- 千葉真一 - 禅林坊覚日
- 高橋英樹 - 藤原秀衡
- 水上保広 - 山木兼隆
- 草野大悟 - 猫間中納言
- 隆大介 - 源義仲
- 鈴木瑞穂 - 北条時政
- 綿引勝彦 - 梶原景時
- 長門裕之 - 富樫泰家
- 津川雅彦 - 後白河法皇
- タモリ - 紙芝居屋
- 十朱幸代 - 北条政子
- 岩下志麻 - 平時子
- 森光子 - 慈光尼
- 松方弘樹 - 武蔵坊弁慶

## スタッフ
- 監督 - 舛田利雄
- 製作 - 日下部五朗
- プロデューサー - 妹尾啓太、浜井誠
- 企画 - 佐伯明、清水敬三、奈村協
- 原案 - 高田宏治
- 脚本 - 高田宏治、掛札昌裕、野波静雄
- 音楽 - 佐藤勝

## 主題歌
- 「都に雨の降るごとく」作詞・作曲・唄 谷村新司